# Chomutovi járás

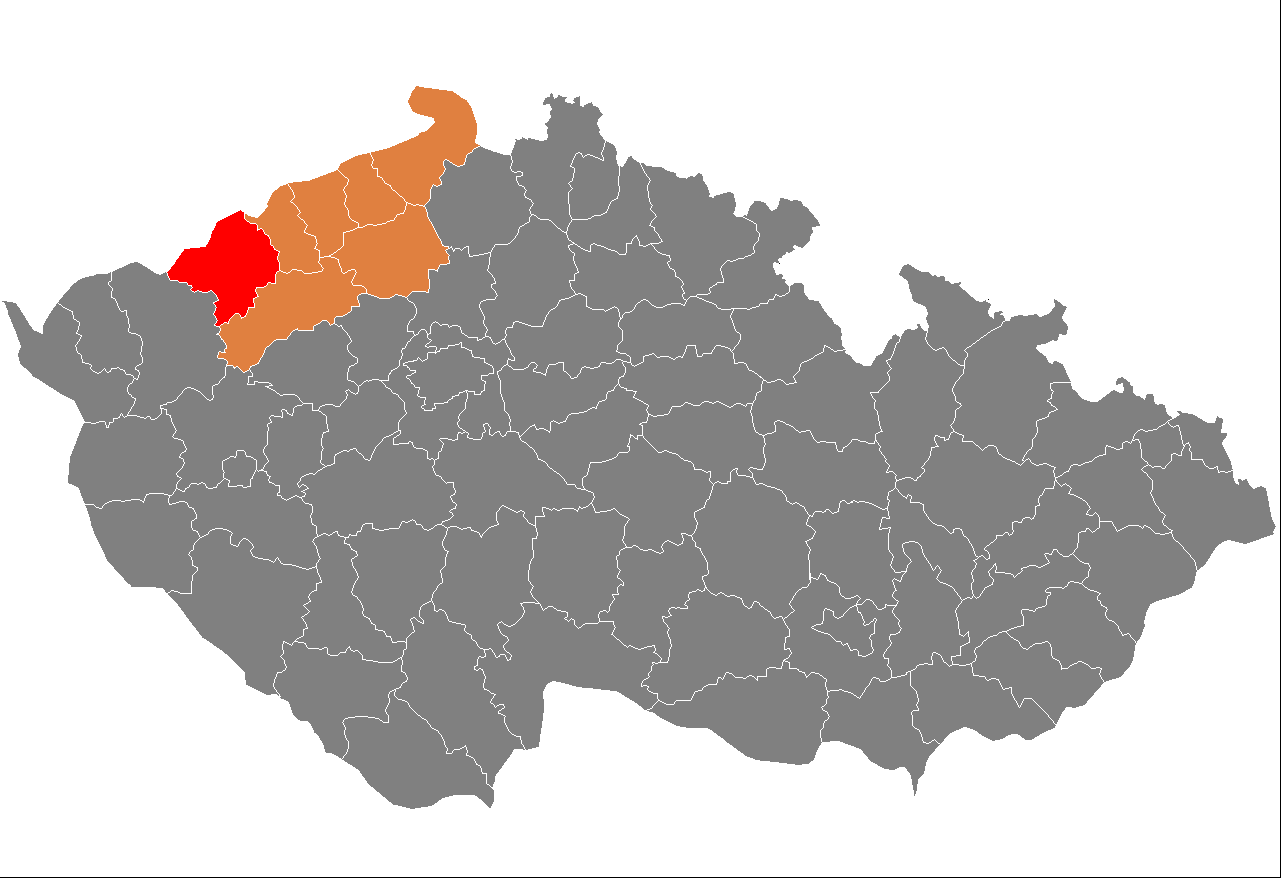
A Chomutovi járás

A Chomutovi járás (csehül: Okres Chomutov) közigazgatási egység Csehország Ústí nad Labem-i kerületében. Székhelye Chomutov. Lakosainak száma 128 991 fő (2009). Területe 935,30 km².

## Városai, mezővárosai és községei
A városok félkövér, a mezővárosok dőlt, a községek álló betűkkel szerepelnek a felsorolásban.

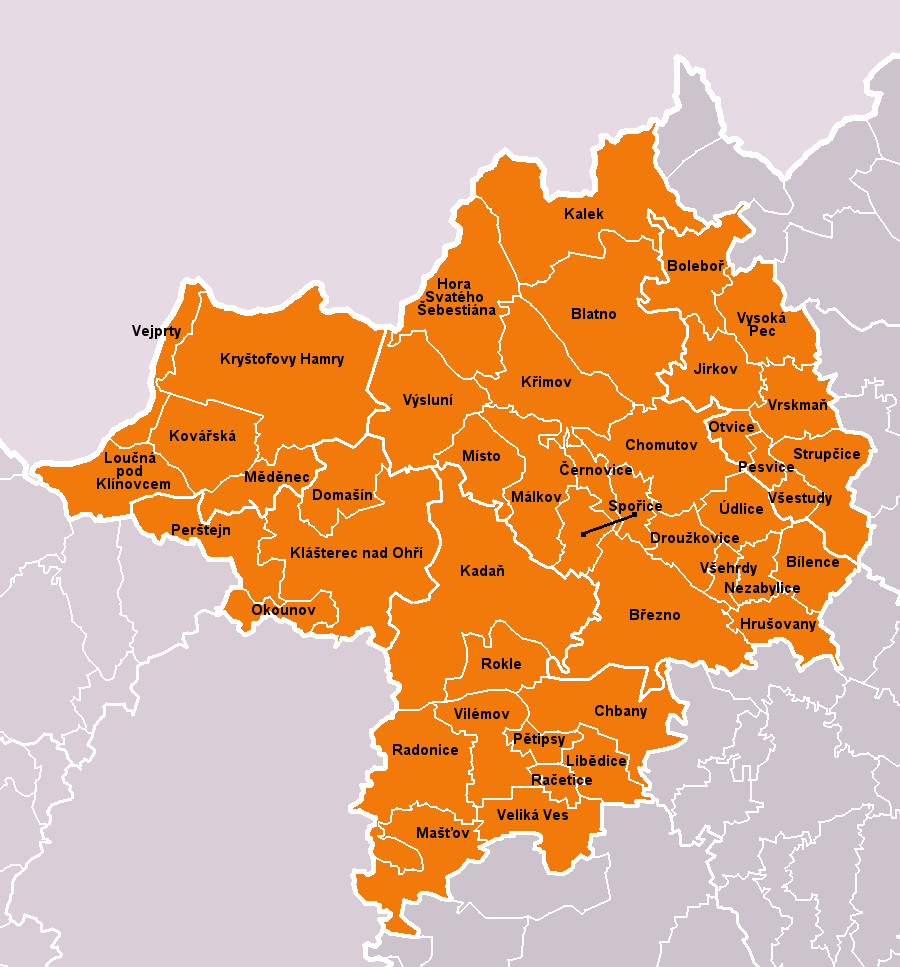
A Chomutovi járás települései

Bílence •
Blatno •
Boleboř •
Březno •
Černovice •
Chbany •
Chomutov •
Domašín •
Droužkovice •
Hora Svatého Šebestiána •
Hrušovany •
Jirkov •
Kadaň •
Kalek •
Klášterec nad Ohří •
Kovářská •
Křimov •
Kryštofovy Hamry •
Libědice •
Loučná pod Klínovcem •
Málkov •
Mašťov •
Měděnec •
Místo •
Nezabylice •
Okounov •
Otvice •
Perštejn •
Pesvice •
Pětipsy •
Račetice •
Radonice •
Rokle •
Spořice •
Strupčice •
Údlice •
Vejprty •
Veliká Ves •
Vilémov •
Vrskmaň •
Všehrdy •
Všestudy •
Výsluní •
Vysoká Pec

## Fordítás
- Ez a szócikk részben vagy egészben  a   Chomutov District című angol Wikipédia-szócikk ezen változatának fordításán alapul.  Az eredeti cikk szerkesztőit annak laptörténete sorolja fel. Ez a jelzés csupán a megfogalmazás eredetét és a szerzői jogokat jelzi, nem szolgál a cikkben szereplő információk forrásmegjelöléseként.
- Ez a szócikk részben vagy egészben  az   Okres Chomutov című cseh Wikipédia-szócikk ezen változatának fordításán alapul.  Az eredeti cikk szerkesztőit annak laptörténete sorolja fel. Ez a jelzés csupán a megfogalmazás eredetét és a szerzői jogokat jelzi, nem szolgál a cikkben szereplő információk forrásmegjelöléseként.